# العلاقات الأنغولية الإسواتينية
العلاقات الأنغولية الإسواتينية هي العلاقات الثنائية التي تجمع بين أنغولا وإسواتيني.

## مقارنة بين البلدين
هذه مقارنة عامة ومرجعية للدولتين:
| وجه المقارنة                                              | أنغولا           | إسواتيني                                   |
| --------------------------------------------------------- | ---------------- | ------------------------------------------ |
| المساحة (كم2)                                             | 1.25 مليون       | 17.36 ألف                                  |
| عدد السكان (نسمة)                                         | 29.78 مليون      | 1.37 مليون                                 |
| الكثافة السكانية (ن./كم²)                                 | 23.82            | 78.92                                      |
| العاصمة                                                   | لواندا           | لوبامبا، مبابان                            |
| اللغة الرسمية                                             | اللغة البرتغالية | لغة إنجليزية، لغة سوازي                    |
| العملة                                                    | كوانزا أنغولي    | ليلانغيني سوازيلندي                        |
| الناتج المحلي الإجمالي (بليون دولار)                      | 124.21 مليار     | 4.41 مليار                                 |
| الناتج المحلي الإجمالي (تعادل القوة الشرائية) بليون دولار | 184.83 مليار     | 11.13 مليار                                |
| الناتج المحلي الإجمالي الاسمي للفرد دولار أمريكي          | 4.10 ألف         | 3.20 ألف                                   |
| الناتج المحلي الإجمالي للفرد دولار أمريكي                 |                  | 8.29 ألف                                   |
| مؤشر التنمية البشرية                                      | 0.533            | 0.531                                      |
| رمز المكالمات الدولي                                      | +244             | +268                                       |
| رمز الإنترنت                                              | .ao              | .sz                                        |
| المنطقة الزمنية                                           | ت ع م+01:00      | التوقيت القياسي لجنوب أفريقيا، ت ع م+02:00 |

## منظمات دولية مشتركة
يشترك البلدان في عضوية مجموعة من المنظمات الدولية، منها:
| علم المنظمة | اسم المنظمة                                 | تاريخ انضمام أنغولا | تاريخ انضمام إسواتيني |
| ----------- | ------------------------------------------- | ------------------- | --------------------- |
|             | الاتحاد الدولي للاتصالات                    | 13 أكتوبر 1976      | 11 نوفمبر 1970        |
|             | الاتحاد الأفريقي                            | 11 فبراير 1979      | ?                     |
|             | منظمة حظر الأسلحة الكيميائية                | ?                   | ?                     |
|             | البنك الإفريقي للتنمية                      | ?                   | ?                     |
|             | منظمة التجارة العالمية                      | ?                   | ?                     |
|             | منظمة الشرطة الجنائية الدولية               | ?                   | ?                     |
|             | الأمم المتحدة                               | 1 ديسمبر 1976       | 24 سبتمبر 1968        |
|             | يونسكو                                      | 11 مارس 1977        | 25 يناير 1978         |
|             | البنك الدولي للإنشاء والتعمير               | 19 سبتمبر 1989      | 22 سبتمبر 1969        |
|             | وكالة ضمان الاستثمار متعدد الأطراف          | 19 سبتمبر 1989      | 18 أبريل 1990         |
|             | مجموعة التنمية لأفريقيا الجنوبية            | ?                   | ?                     |
|             | مؤسسة التنمية الدولية                       | 19 سبتمبر 1989      | 22 سبتمبر 1969        |
|             | مؤسسة التمويل الدولية                       | 19 سبتمبر 1989      | 22 سبتمبر 1969        |
|             | الاتحاد البريدي العالمي                     | ?                   | ?                     |
|             | مجموعة دول أفريقيا والكاريبي والمحيط الهادئ | ?                   | ?                     |

## وصلات خارجية
- موقع وزارة الخارجية الأنغولية